# 亞伯冰原島峰
63°33′S 57°41′W / 63.550°S 57.683°W
亞伯冰原島峰（英語：Abel Nunatak）是南極洲的冰原島峰，位於葛拉漢地的特里尼蒂半島南岸，由英國研究隊測量，以《聖經》人物命名，現時由南極條約體系管理。